# Eerste Slag bij Petersburg
De Eerste Slag bij Petersburg was de eerste mislukte Noordelijke aanval op de verdedigingslinies rond Petersburg op 9 juni 1864. Deze slag is ook gekend onder de naam Slag van de oude mannen en de jonge jongens omdat het vooral om Zuidelijke reserve- en garnizoenstroepen ging die de stellingen verdedigden.

## Samenstelling van de strijdkrachten
De unionistische strijdkrachten bestonden uit ongeveer 4.500 soldaten en werden onderverdeeld in drie colonnes:
- De eerste colonne bestond uit Gillmore's X korps en maakte deel uit van de infanterie groep.
- De tweede colonne bestond uit Hinks's VS Colored Troops en was het tweede deel van de infanterie groep.
- De derde colonne bestond uit de 5de, de 11de Pennsylvania Cavalry, de 1ste Columbia Cavalry onder August Kautz.

De zuidelijke strijdkrachten bestonden voornamelijk uit 2500 soldaten die toebehoorden aan het onderdeel van Henry A. Wise.

## Achtergrond
In het begin van juni 1864 waren Robert E. Lee en Ulysses S. Grant betrokken in de Overland-veldtocht, en stonden hun troepen tegenover elkaar in de loopgraven, na de bloedige Slag bij Cold Harbor die door de Confederatie gewonnen werd. Intussen zat maj. gen. Benjamin Butler in het Bermuda Hundred district ten oosten van Virginia. Dat was een poging om Lee af te leiden door een aanval op Richmond. Butler wist dat Richmond bevoorraad werd door spoorlijnen die samen kwamen in de stad Petersburg, in het zuiden. En dat het innemen van de stad Petersburg Lee’s bevoorradingen zou stilleggen. Hij wist ook dat er zuidelijke troepen in het noorden meehielpen bij de bevoorrading van Lee's troepen, waardoor Petersburg zich in een kwetsbare situatie bevond. Met zijn falen in de Bermuda Hundred-veldtocht in gedachten, trachtte Butler met een succes zijn generaalschap te rechtvaardigen. Hij schreef: "De verovering van Petersburg lag mij na aan het hart."
Petersburg werd beschermd door vestingwerken bekend als de Dimmock Line, een 16 kilometer lange rij van grondwerken ten oosten van de stad, die 55 artilleriebatterijen bevatte, en aansloot op de Appomattox River. De 2.500 zuidelijken die verspreid waren langs de verdedigingslinie, stonden onder bevel van de voormalige gouverneur van Virginia. De algemene verdediging van Petersburg en Richmond was de verantwoordelijkheid van P.G.T. Beauregard.
Butler's plan werd opgesteld op de middag van 8 juni 1864. Drie colonnes zouden met 4.500 man de Appomattox oversteken en oprukken vanaf City Point (nu Hopewell (Virginia)). De eerste en tweede colonne bestonden uit de infanterie van Quincy Adams Gillmore's X korps en VS Colored Troops van Edward W. Hinks's derde divisie van het XVIII korps, die de Dimmock Line ten oosten van de stad moesten aanvallen. De derde colonne bestond uit 1.300 cavaleristen onder bevel van August Kautz, die rond Petersburg moesten trekken om deze vanuit het zuidoosten aan te vallen. Als een van deze drie een doorbraak zou kunnen forceren, zou men de troepen die weerstand bieden aan de andere twee colonnes in de rug kunnen aanvallen. Butler wees oorspronkelijk Hinks aan om de operatie te leiden, maar Gillmore stond erop dat hij de hoogste officier was en dat hij de operatie moest leiden. Later klaagde Butler: "Ik was gek genoeg om toe te geven."

## De slag
De troepen vertrokken in de nacht van 8 juni maar raakten maar moeizaam vooruit. Gillmore's infanterie verdwaalde in het donker. Hoewel Hinks op tijd aankwam, werd hij bevolen te wachten op Gillmore zodat de infanterie samen kon oversteken, voor de cavalerie. Uiteindelijk stak de infanterie over om 03h40 ’s morgen op 9 juni. Ze kregen opdracht om verder te trekken en tegen daglicht de vijandelijke linies te bereiken. Om 7 uur hadden zowel Gillmore als Hinks de vijand bereikt, maar stopten bij hun fronten. Gillmore, een genie-officier die geen ervaring had in het commanderen van troepen in de strijd, aarzelde bij het zien van de formidabele vestingswerken. Hinks was het ermee eens dat de Zuidelijke verdedigingen te sterk waren en dat hij enkel verder kon als Gillmore samen met hem zou aanvallen. Gillmore antwoordde Hinks dat hij dat zou doen, maar dat beide infanteriecolonnes moesten wachten op de cavalerie-aanval vanuit het zuiden.
Kautz's mannen kwamen echter pas 's middags aan, vertraagd door tal van vijandige wachtposten. Ze vielen de Dimmock Line aan op de plaats waar deze kruist met de Jeruzalem Plank Road (de huidige US Route 301). Daar stond Batterij 27, ook wel bekend als Rives de Salient, met 150 militieleden, onder bevel van Fletcher H. Archer. Ze bemanden twee artillerielunetten. Kautz startte met de vijfde Pennsylvania Cavalry een verkennende aanval tegen de militie, maar hield dan halt en beval zijn mannen om af te stijgen. De zuidelijke generaal Raleigh E. Colston, die toevallig in de stad was zonder opdracht, bracht een 12-pond houwitser in stelling om op de cavaleristen van de Unie te schieten, maar stelde vast dat hij er geen antipersoonsmunitie voor had. Colston werd verplicht zich terug te trekken toen hij omsingeld dreigde te worden door de 5de Pennsylvania Cavalry, de 1ste district of Columbia Cavalry en de 11e Pennsylvania Cavalry.
Kautz lanceerde dan met de 11de Pennsylvania Cavalry zijn hoofdaanval tegen de Home Guard, die voornamelijk bestond uit tieners, oudere mannen en enkele gewonde soldaten uit ziekenhuizen. De Home Guards trokken zich terug in de stad met zware verliezen, maar ondertussen had Beauregard genoeg tijd gehad om versterkingen uit Richmond te hulp te laten komen: de 4de North Carolina Cavalry, onderdeel van de 7 CS Cavalry van de Bermuda Hundred Line, en een artilleriebatterij. Ze waren in staat de Unionistische aanval af te slaan. Kautz, die geen gevechtsgeluiden hoorde bij het front waar Gillmore moest zijn, dacht dat hij er alleen voor stond en trok zich terug.

## Gevolgen
Er vielen ongeveer 80 zuidelijke slachtoffers, en ongeveer 40 noordelijke. Buttler was woedend op Gillmore’s afwachtende houding en incompetentie en arresteerde hem. Gillmore vroeg om een onderzoekshof, dat echter nooit samenkwam. Grant stelde hem later opnieuw aan en het indicent werd gesloten. Op 14-17 juni sloop Grant met het Army of the Potomac weg van Lee, en stak de James River over. Ze begonnen nieuwe plannen te maken om Petersburg in te nemen. De Tweede slag bij Petersburg en het Beleg van Petersburg zouden snel volgen.

## Voetnoten
1. 1 2  Salmon, blz. 403.
2. ↑  Salmon, blz. 395; Davis, blz. 27.
3. ↑  Kennedy, blz. 352; Salmon, blz. 401-03.
4. ↑  Davis, blz. 27; Kennedy, blz. 352; Salmon, blz. 401
5. ↑  Davis, blz. 27-31; Kennedy, blz. 352; Salmon, blz. 401.
6. ↑  Davis, blz. 32; Salmon, p. 403.
7. ↑  Davis, blz. 33; Kennedy, blz. 352; Salmon, blz. 403.

## Externe bronnen
- National Park Service beschrijving van de slag
- CWSAC Report Update